# Pulicaria uniseriata
Pulicaria uniseriata là một loài thực vật có hoa trong họ Cúc. Loài này được N.Kilian mô tả khoa học đầu tiên năm 2003.